# Bitter (bebida)

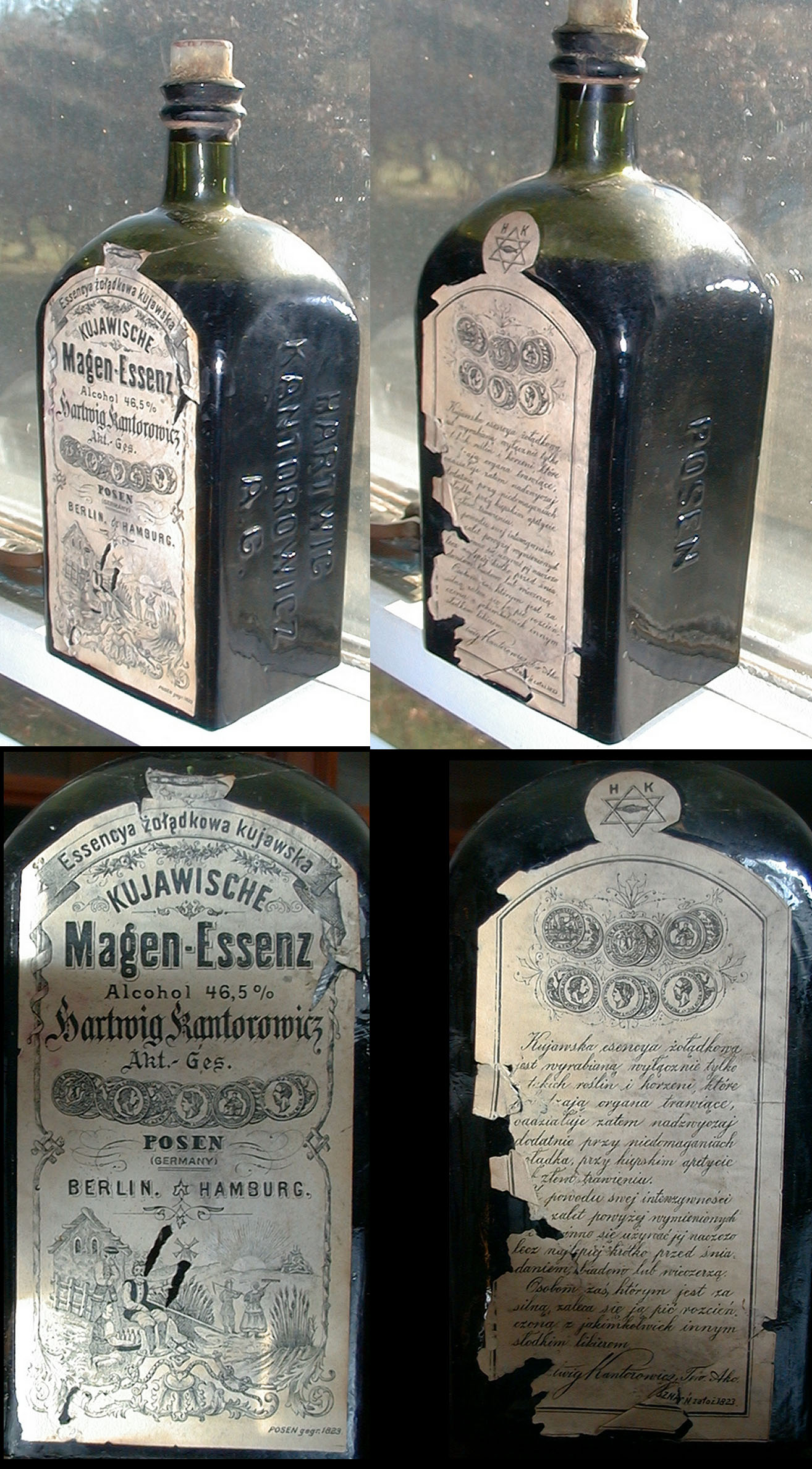
Garrafa antiga (1823) de bitter alemão (Posen, atual Poznań, na Polônia.

Bitter ou bíter é uma bebida alcoólica com sabor de essências herbais, caracterizado por um sabor amargo ou agridoce. Diversas marcas de bitter foram comercializadas antigamente como medicamento patenteado, porém atualmente são consumidos como digestivos ou para dar sabor a coquetéis.